# Campionati svedesi di sci alpino 1969
Ai Campionati svedesi di sci alpino 1969 furono assegnati i titoli di discesa libera, slalom gigante e slalom speciale, sia maschili sia femminili.

## Risultati
| Specialità      | Uomini         | Donne             |
| --------------- | -------------- | ----------------- |
| Discesa libera  | Anders Hansson | Lena Wilhelmsson  |
| Slalom gigante  | Rune Lindström | Monica Hermansson |
| Slalom speciale | Rune Lindström | Karin Aspelin     |